# Food First
Food First, també conegut com a Institut per a l'Alimentació i les Polítiques de Desenvolupament, és una organització sense ànim de lucre amb seu a Oakland, Califòrnia, EUA. Fundada el 1975 per Frances Moore Lappé i Joseph Collins, es descriu a ell mateix com un "centre de reflexió i educació per a l'acció".
Food First recolza l'impuls "de baix a dalt" per a solucionar la fam del món, assegurant la capacitat de tots els països per alimentar la seva pròpia gent, si se centren en l'agricultura de producció d'aliments per a les comunitats locals, basada en explotacions pageses,i no en l'agricultura dirigida a l'exportació d'insums, basada en monocultius i controlada per l'agrobussiness.
Food First s'oposa fermament a les polítiques de les institucions inspirades en el liberalisme econòmic, com l'Organització Mundial del Comerç (OMC), el Banc Mundial i el Fons Monetari Internacional.